# Cala del Cau
La cala del Cau, anomenada antigament cala de Gens, és una platja situada al nord del cap de Sant Sebastià, entre Llafranc i Tamariu (Palafrugell, Baix Empordà), sota els cingles de la Romaboira. Orientada a sud-est, té una longitud de 61 metres i una amplada d'11 metres, formada per còdols i blocs. A l'estiu registra un baix grau d'ocupació. Es pot arribar per terra tot seguint un camí de difícil accés, que prové del Far de Sant Sebastià, però pateix de l'incivisme d'embarcacions recreatives que no respecten les normes de fondeig.
A l'extrem nord de la cala hi ha una antiga barraca de pescadors, de principis del segle xx, que ha estat rehabilitada i se li han afegit finestres. La cala tenia tres fonts; una desaparegué sepultada al mig de la platja, l'altra s'amagà dins de la barraca i la tercera, coneguda com la font dels Ermitans, estava al costat del corriol que puja a l'ermita de Sant Sebastià de la Guarda.

## Història
La cala apareix documentada l'any 1441 com a cala d'Argent. Al segle XIX és anomenada en escrits com a cala de Gens. No és fins al 1908 que es troba la primera referència escrita amb el topònim el Cau en el diari de Palafrugell La Crònica.
Al segle XVIII s'hi feien, com succeïa a la veïna cala Pedrosa, les anomenades guàrdies de sanitat per controlar la propagació de malalties infeccioses. La barraca va ser utilitzada a principis del segle XX per a fer-hi dinades. Durant la postguerra fou utilitzada per a amagar contraban. El 1952 hi hagué una topada entre guàrdies civils i mariners, coneguda com el fet del Cau, que va acabar amb la mort d'un veí de Palafrugell i dos contrabandistes detinguts.